# Seleção Paraguaia de Futsal Masculino
A Seleção Paraguaia de Futsal representa o Paraguai em competições internacionais de futsal. Não confundir com Futebol de salão, esporte mais popular no país.

## Melhores Classificações
- Copa do Mundo de Futsal da FIFA - 7º lugar em 2016
- Copa América de Futsal - Vice-campeão em 1998, 1999 e 2015